# Smoje, Skole
Smoje (în ucraineană Сможе) este localitatea de reședință a comunei Smoje din raionul Skole, regiunea Liov, Ucraina.

## Demografie
Componența lingvistică a localității Smoje
     Ucraineană (99,69%)
     Alte limbi (0,3%)
Conform recensământului din 2001, majoritatea populației localității Smoje era vorbitoare de ucraineană (99,69%), existând în minoritate și vorbitori de alte limbi.